# Tojad niski
Tojad niski, t. bukowiński, t. tauryjski (Aconitum bucovinense Zapał.) – gatunek (w niektórych ujęciach systematycznych podgatunek) rośliny z rodziny jaskrowatych. Takson rodzimy, w Polsce uznany za wymierający.

## Rozmieszczenie geograficzne
Występuje tylko w Karpatach Południowych i Wschodnich. W Karpatach Południowych występuje w Górach Fogaraskich, górach Bucegi, Górach Sybińskich, Piatra Craiului, Retezat oraz w Bihorze. W Karpatach Wschodnich występuje w Bieszczadach, w Czarnohorze, w Karpatach Marmaroskich, Gorganach, na Świdowcu, na Połoninach Hryniawskich, w Górach Bystrzyckich, Górach Czywczyńskich, Górach Rodniańskich i na Bukowinie. W Polsce występuje tylko w Bieszczadach Zachodnich. Znane są tutaj tylko cztery jego stanowiska: na Haliczu 1260 m n.p.m.), Hnatowym Berdzie (1150 m), na Połoninie Caryńskiej (1220 m) i na Połoninie Wetlińskiej.

## Morfologia
ŁodygaWzniesiona.
LiścieŁodygowe są 3-5-dzielne, złożone z lancetowatych odcinków. Podkwiatki obustronnie owłosione, równowąskie do jajowato-lancetowatych.
KwiatyZebrane w wyprostowaną wiechę o sterczących ku górze, owłosionych szypułkach. Kielich ciemnoniebieski, gęsto owłosiony (włoski proste i gruczołowate). Płatki korony przekształcone w główkowate miodniki (czasem odgięte w tył), ostrogi miodników główkowate i zakrzywione. W każdym kwiatku 3 nagie lub owłosione na grzbiecie słupki.
NasionaCzterościenne, o powierzchni gładkiej lub  niewyraźnie, poprzecznie pomarszczonej.

## Biologia i ekologia
Bylina, hemikryptofit, oreofit. Rośnie na półkach i w szczelinach skalnych, w ziołoroślach i zaroślach. Kwitnie od lipca do sierpnia. Liczba chromosomów 2n=32.

## Zagrożenia i ochrona
Roślina podlega w Polsce ochronie ścisłej.
Kategorie zagrożenia taksonu:
- Kategoria zagrożenia w Polsce według CzK (2001 r.): EN – zagrożony (endangered); 2014 r.: CR – krytycznie zagrożony[7]
- Kategoria zagrożenia w Polsce według CzL (2006): E – wymierający, krytycznie zagrożony; 2016: CR[8]

Wszystkie dziko rosnące w Polsce okazy znajdują się na obszarze Bieszczadzkiego Parku Narodowego (BPN). Jest też uprawiany w ogrodach botanicznych w Warszawie-Powsinie i w Krakowie. Wyhodowano rezerwową populację w eksperymentalnym ogródku BPN w Suchych Rzekach, po czym reintrodukowano ją na Połoninie Caryńskiej.